# مجلس الشؤون العامة
مجلس الشؤون العامة هو تشكيل من مجلس الاتحاد الأوروبي ويجتمع مرة واحدة في الشهر. يضم اجتماعات المجلس وزراء خارجية الدول الأعضاء. ويشارك الوزراء المسؤولون عن الشؤون الأوروبية أيضًا اعتمادًا على البنود المدرجة على جدول الأعمال.
تم إنشاء المجلس في عام 2009 بموجب معاهدة لشبونة من خلال فصله عن «مجلس الشؤون العامة والعلاقات الخارجية» وأصبح الجزء الآخر مجلس الشؤون الخارجية. المجلسان العام والخارجي هما المجلسان الوحيدان المذكوران في معاهدات الاتحاد الأوروبي.
يتعامل مجلس الشؤون العامة مع الملفات التي تؤثر على أكثر من واحدة من سياسات الاتحاد الأوروبي، مثل المفاوضات حول توسيع الاتحاد الأوروبي، وإعداد موازنة الاتحاد الأوروبي أو القضايا المؤسسية والإدارية. وينسق التحضير لاجتماعات المجلس الأوروبي ومتابعتها. كما أنه يمارس دورًا في تنسيق العمل في مجالات السياسة المختلفة التي تنفذها التشكيلات الأخرى للمجالس، ويعالج أي ملف يعهد إليه من قبل المجلس الأوروبي.